# Улица без названия
«Улица без названия» (англ. The Street with No Name) — фильм нуар режиссёра Уильяма Кили, вышедший на экраны в 1948 году.
Фильм рассказывает об операции Федерального бюро расследований по разоблачению и уничтожению организованной преступной группы, которая действовала в вымышленном городе Сентрал-сити на Среднем Западе США. В ходе операции в ряды гангстеров под прикрытием был внедрён агент ФБР Джин Корделл (Марк Стивенс), который смог войти в доверие к главарю банды (Ричард Уидмарк). В результате слаженной работы руководителя операции, инспектора ФБР Бриггса (Ллойд Нолан), Корделла и других сотрудников ФБР, местной полиции и криминологических лабораторий ФБР в Вашингтоне правоохранительным органам удалось добыть решающие улики для разоблачения банды и коррумпированных сил внутри полиции, а также уничтожить главаря банды.
Фильм выполнен в полудокументальном стиле, и отчасти продолжает линию фильма нуар «Дом на 92-й улице» (1945), в котором Ллойд Нолан также сыграл роль инспектора ФБР Бриггса. К другим наиболее значимым фильмам полудокументального цикла относятся «Агенты казначейства» (1947), «Обнажённый город» (1948), «Он бродил по ночам» (1948), «Звонить Нортсайд 777» (1948) и «Паника на улицах» (1950).
В 1955 году компания Twentieth Century Fox сделала римейк на основе той же истории под названием «Дом из бамбука», который поставил Сэмюэл Фуллер, а главные роли сыграли Роберт Стэк, Роберт Райан и Ширли Ямагучи. Римейк был обогащён японским колоритом и «получил несколько дополнительных встрясок, чтобы ещё больше оживить повествование».

## Сюжет
В крупном городе Сентер-сити на Среднем Западе США в течение пяти дней произошла серия дерзких преступлений. Сначала организованная банда в составе нескольких человек в масках совершила налёт на пригородный ночной клуб, в ходе которого бандиты застрелили невинную посетительницу клуба. Вскоре было совершено нападение на банк, в ходе которого был застрелен охранник. Так как нападение на банк считается преступлением федерального уровня, его расследование было передано Федеральному бюро расследований. Глава ФБР Эдгар Гувер поручил ведение дела инспектору Джорджу А. Бриггсу (Ллойд Нолан), который немедленно вылетел в Сентер-сити, где провёл совещание с местным представителем ФБР Ричардом Эткинсом, шефом городской полиции Бернардом Харматцом (Эд Бегли) и комиссаром Ральфом Демори (Говард Смит). Согласно поступившим из лаборатории в Вашингтоне результатам анализа пуль, оба убийства были совершены из одного пистолета марки «люгер», что означает, что в обоих случаях действовала одна и та же банда.
На месте преступления в банке были найдены водительские права на имя Фрэнка Дэнкера, преступника со стажем, которого вскоре задерживает полиция. На допросах Дэнкер отрицает какое-либо участие в ограблениях и убийствах, утверждая, что в момент одного из преступлений находился в Чикаго. По свежему следу от краски на куртке Дэнкера в вашингтонской лаборатории устанавливают, что тот действительно ночевал в указанном им месте в Чикаго в момент ограбления, и значит у него есть алиби. Бриггсу становится ясно, что кто-то специально подставил Дэнкера, чтобы свалить на него оба преступления. Когда Бриггс приходит, чтобы повторно допросить Дэнкера, выясняется, что тот только что был выпущен под залог, уплаченный через специализированную компанию неким «Джоном Смитом». Вечером тело зарезанного Дэнкера обнаруживают в одном из пустынных районов города.
Бриггс решает, что для разоблачения опасной банды, совершившей уже три убийства, наиболее эффективным способом будет внедрение в её ряды своего агента. В этих целях он отправляется в Академию ФБР в Куантико, штат Вирджиния, где находит прекрасно подготовленного агента Джина Корделла (Марк Стивенс). Бриггс поручает Корделлу отправиться в Сентер-сити и поселиться в ту же гостиницу в одном из злачных районов города, где жил Дэнкер, снабдив его документами на имя Джорджа Мэнли. В гостинице напротив ФБР разместила другого своего агента, Сая Гордона (Джон Макинтайр), которому поручено текущее наблюдение и содействие Корделлу в работе, а также обеспечение оперативной связи с Бриггсом.
Прибыв в город на автобусе, Корделл снимает номер в захудалой гостинице, после чего начинает посещать близлежащие бары и бильярдные, рассчитывая таким образом обратить на себя внимание. Во время визита в местный спортивный зал Корделл язвительно комментирует работу боксёров, чем вызывает ярость одного из тренеров, после чего владелец спортзала Алек Стайлс (Ричард Уидмарк) предлагает Корделлу самому выйти на ринг и продемонстрировать своё мастерство. Против него выставляют одного из сильнейших боксёров клуба, и собравшаяся публика делает ставки на победу своего спортсмена уже в первом раунде. Однако в жёстком бою Корделл ни в чём не уступает своему сопернику, чем вызывает интерес со стороны Стайлса.
Тем же вечером, встречаясь с Гордоном в местном парке развлечений, Корделл сообщает ему, что в спортивном зале кто-то украл у него карточку социального страхования. Прямо во время разговора к Корделлу подходят двое полицейских, арестовывая его за участие в ограблении ювелирного магазина, так как на месте преступления была найдена его социальная карточка. Чтобы укрепить легенду Корделла, ФБР изготавливает соответствующее криминальное досье на Мэнли, которое по соответствующему запросу поступает в местную полицию. Вскоре Корделла выпускают под залог, оплаченный Джоном Смитом, которым оказывается Стайлс.
Стайлс приглашает Корделла к себе в гости, где показывает криминальное досье на Мэнли, которое получил через свои связи в полиции. Затем он сообщает, что создаёт организацию, которую выстраивает по научным принципам на основе строгой армейской дисциплины и полного повиновения себе, принимая в неё только проверенных людей. А изучение криминального досье и подстава с помощью подброшенных документов служат для него способом проверки при отборе соответствующих кандидатов. Стайлс считает, что Корделл прошёл испытание, и приглашает его вступить в банду, на что тот отвечает согласием. Вскоре во время тайной встречи на борту парома Корделл докладывает Бриггсу о проделанной работе, после чего тот приходит к заключению, что банда Стайлса и есть именно та преступная организация, на которую они ведут охоту. Однако пока против неё нет никаких улик, чтобы можно было привлечь её к ответственности.
Стайлс собирает у себя дома всю банду из восьми человек, включая Корделла, на которой излагает план ограбления особняка одного из городских богачей, ставя перед каждым из подручных конкретную задачу. После ухода бандитов, Джуди, жена Стайлса (Барбара Лоуренс), выражает недовольство их поведением и тем, чем они занимаются. За такие разговоры Стайлс несколько раз сильно бьёт её, в ответ Джуди заявляет, что поскорей бы их всех схватила полиция. Корделлу удаётся быстро передать информацию о готовящемся ограблении Гордону, после чего ФБР совместно с местной полицией готовит засаду около особняка. Тем временем Стайлс со всеми членами банды собирается в тайном логове, где в специально оборудованном арсенале каждый получает оружие. Однако перед самым выездом на дело Стайлсу звонит некто из полицейского департамента, после чего тот неожиданно отменяет всю операцию. Вернувшись домой, он жестоко избивает жену, полагая, что это она сдала их полиции.
Позднее вечером Корделл тайно приезжает в логово банды, достаёт из арсенала люгер Стайлса и стреляет из него, чтобы получить образец пули для сопоставления с теми, которые были извлечены из тел убитых во время предыдущих ограблений. Неожиданно к дому подъезжает Стайлс. По огням, мерцающим в окне, он догадывается, что внутри кто-то есть. Стайлс незаметно проникает внутрь, чтобы схватить взломщика, однако Корделлу удаётся вовремя скрыться, а позднее через Гордона переправить пулю на лабораторный анализ. Тем временем, внимательно осмотрев помещение, Стайлс догадывается, что кто-то сделал контрольный выстрел из его люгера. Стайлс аккуратно берёт пистолет и привозит его домой к комиссару Демори, который, как выясняется, является его коррумпированным партнёром в полицейских структурах. Стайлс передаёт комиссару оружие, чтобы исследовал его на предмет отпечатков пальцев. Стайлс понимает, что в рядах его банды появился стукач, так как про арсенал больше никто не знал. Позднее Стайлс приезжает к Демори домой, не зная, что за его машиной следит уже ФБР. Демори сообщает Стайлсу, что на его пистолете обнаружены отпечатки Корделла, после чего тот решает ликвидировать Корделла. При чём Стайлс планирует сделать это руками Демори так, чтобы отвести подозрение в преступлениях от себя и от своей банды, и одновременно поднять авторитет комиссара как уничтожившего опасного грабителя и убийцу.
Тем временем Бриггс, который уже знает о связи Стайлса и Демори, получает рапорт из Вашингтона, согласно которому отстреленная Корделлом пуля выпущена из того же оружия, что и пули с предыдущих убийств. Кроме того, в департаменте полиции Бриггс узнаёт, что по поручению комиссара Демори криминалист снимал с пистолета отпечатки пальцев, которые принадлежат Корделлу.
Стайлс посылает в гостиницу к Корделлу двух своих подручных — Шивви (Дональд Бука) и Матти (Джозеф Певни) — чтобы под предлогом срочного дела они доставили его на один из заводов в промышленной зоне города. Момент, когда бандиты вместе с Корделлом выходят из гостиницы и садятся в автомобиль, замечает в окно Гордон, который немедленно выбегает на улицу и едет вслед за ними на такси. Они доезжают до заводских ворот, после чего Шивви и Матти проводят Корделла в дирекцию завода якобы для того, чтобы похитить деньги из сейфа. Там его встречает Стайлс. Тем временем Гордон также подъезжает к воротам завода, после чего просит таксиста добраться до ближайшего телефона и немедленно сообщить Бриггсу, где находится Корделл. Сам же Гордон уже своим ходом продолжает преследование по заводской территории, однако его замечает Шевви и бросает в него нож. Получив тяжёлое ранение, Гордон падает и теряет сознание.
Стайлс вскрывает заводской сейф, извлекает из него деньги и заставляет Корделла взять их. Корделл не понимает игры Стайлса до тех пор, пока тот не сообщает, что собирается подставить Корделла в ограблении завода и устроить так, чтобы копы, которых уже послал Демори, «случайно» убили его. После этого бандиты бьют Корделла, в результате чего тот теряет сознание. Они пытаются облокотить его обмякшее тело на дверцу сейфа таким образом, чтобы его силуэт был виден сквозь окно, и люди Демори могли бы легко расстрелять его. Однако Корделл быстро приходит в себя и выворачивается из рук бандитов, скручивая одного из них. Тем временем на территории завода появляется вызванный таксистом полицейский отряд во главе с Бриггсом и Харматцом. Увидев, что Стайлс и члены его банды готовы применить оружие, полицейские открывают мощный огонь из автоматов, убивая обоих подручных, однако самому Стайлсу удаётся скрыться среди заводских машин. Корделл преследует его, и, в конце концов, уже раненого Стайлса загоняет в угол и убивает из пистолета. Тем временем Бриггс надевает наручники на только подъехавшего недоумённого Демори, а Гордон с помощью товарищей приходит в себя.

## В ролях

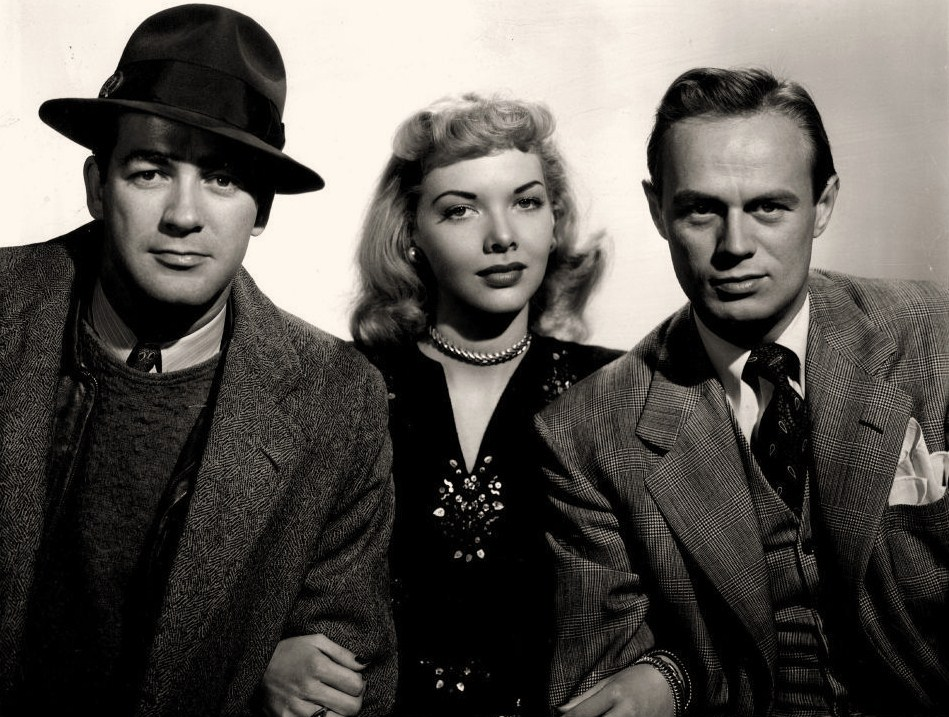
Марк Стивенс, Барбара Лоуренс и Ричард Уидмарк на съёмках фильма «Улица без названия» (1948)

| Актёр           | Роль                                 |
| --------------- | ------------------------------------ |
| Марк Стивенс    | Джин Корделл/Джордж Мэнли            |
| Ричард Уидмарк  | Алек Стайлс                          |
| Ллойд Нолан     | инспектор ФБР Джордж А. Бриггс       |
| Барбара Лоуренс | Джуди Стайлс                         |
| Эд Бегли        | шеф полиции Бернард Харматц          |
| Дональд Бука    | Шивви                                |
| Джозеф Певни    | Матти                                |
| Джон Макинтайр  | Сай Гордон                           |
| Роберт Карнс    | Дэвид Дженнингс (в титрах не указан) |
| Филип Ван Зандт | поручитель (в титрах не указан)      |

## Создатели фильма и исполнители главных ролей
Как отметил историк фильма нуар Алан Силвер, режиссёр фильма Уильям Кили «также поставил несколько классических гангстерских фильмов 1930-х годов на студии „Уорнер бразерс“» . На сайте Film Noir of the Week указывается, что «Кили знал, как ставить фильмы с плохими парнями. В 1930-е годы он был режиссёром таких фильмов, как „Джимены“ (1935), „Специальный агент“ (1935), „Пулями или голосами“ (1936) и „Каждое утро я умираю“ (1939). Этот фильм — один из его последних, и, возможно, последний хороший». Это был первый фильм Ричарда Уидмарка после грандиозного успеха в роли психического убийцы в «Поцелуе смерти» (1947) , который принёс ему Золотой глобус и номинацию на Оскар. В дальнейшем Уидмарк сыграл заметные роли в таких значимых фильмах нуар, как «Придорожное заведение» (1948), «Ночь и город» (1950), «Выхода нет» (1950), «Паника на улицах» (1950), «Можно входить без стука» (1952) и «Происшествие на Саут-стрит» (1953). Марк Стивенс сыграл главные роли в фильмах нуар «Тёмный угол» (1946), «Змеиная яма» (1948), «Между полночью и рассветом» (1950), «Крик о мщении» (1954) и «План преступления» (1956), два последних он также поставил как режиссёр.

## Место действия и съёмки картины
Действие фильма происходит в вымышленном городе Сентер-сити на Среднем Западе США. Как отмечается на сайте Американского института киноискусства, для натурных съёмок в основном использовались места в Лос-Анджелесе, среди них «спортивный клуб в центре Лос-Анджелеса, гостиницы „Ройал“ и „Гилберт“, гаражи Американской автобусной компании и парк развлечений на Мейн-стрит, а также офис ФБР в Лос-Анджелесе на Спринг-стрит. Дополнительными местами съёмок были тюрьма в Линкольн хайтс и залоговая компания напротив тюрьмы, а также многоквартирные и односемейные дома в Лос-Анджелесе, кафе в Калвер-сити, здание муниципальной паромной компании и фасад банка в Инглвуде. Фабрика „Холли шугар“ в Санта-Ане была использована для съёмок кульминационной сцены на заводе. Отдельные эпизоды снимались также в штаб-квартире ФБР в Вашингтоне и в Академии ФБР в Куантико, Вирджиния. Из 65 съёмочных дней лишь три дня были посвящены студийным съёмкам».

## Оценка фильма критикой

### Общая оценка фильма
После выхода фильма на экраны он получил высокие оценки критики. В частности, журнал «Variety» написал, что этот «гангстерский фильм входит в топ фильмов документального типа, которые вышли со съёмочной площадки студии „Двадцатый век Фокс“». По словам журнала, «скудная, жёсткая поверхность фильма оборачивает ядро взрывного насилия. Под его документальным экстерьером лежит чистая мелодрама, которая возвращает зрителя к великим гангстерским фильмам начала 1930-х годов». Журнал выделяет «отличную сцену боя между Стивенсом и профессиональным боксёром, показ механизмов работы ФБР, и неистовый финал, в котором полицейские и бандиты вступают в перестрелку на заводе». Газета «Нью-Йорк таймс» назвала картину «живым и в общем напряжённым криминальным фильмом, несмотря на традиционную схему построения и использование мелодраматических клише». Как отмечается в статье, этот фильм является «очередной демонстрацией того, что ФБР всегда добивается результата с помощью обычного для себя сочетания отваги и научных знаний, где отвагу проявляют агенты, которые блестяще выступают в роли настоящих детективов, а знания демонстрирует „Вашингтон“». Весь фильм выдержан «в популярном ныне „документальном“ стиле, где криминал преследуется и подавляется с той же педантичностью, с какой работают лаборатории ФБР». Правда, по мнению автора, «порой в некоторых моментах фильма, несмотря на подготовку»,… «герои не слишком умны и… делают действительно довольно глупые вещи», впрочем это же характерно и для гангстеров, и для коррумпированного комиссара.
Современные критики позитивно оценивают сам фильм как захватывающий триллер, однако негативно характеризуют его пропагандистскую начальную часть. В частности, журнал «TimeOut» отмечает, что этот фильм, «вдохновлённый озабоченностью ФБР по поводу возрождения организованной преступности и обременённый рассказчиком, хвастающим, какую выдающуюся работу проводит ФБР», затем «тихо соскальзывает в жанр нуар с его затемнённой операторской работой, неоднозначными отношениями и пагубными удовольствиями коррумпированного города, олицетворением которых становится Уидмарк». Алан Силвер указывает, что этот фильм «является примером полудокументального триллера, производства студии „Фокс“», который отличают «значительные по объёму натурные съёмки и небольшие роли, в которых заняты реальные сотрудники ФБР, а также зычный рассказчик, превозносящий добродетели этой организации». В свою очередь, Спенсер Селби называет картину «полудокументальным триллером в нуаровом стиле», в котором «агент ФБР уходит в работу под прикрытием, чтобы добраться до банды грабителей и убийц» . Критик Крейг Батлер характеризует фильм как «напряжённый, захватывающий криминальный триллер в документальном стиле, который, может быть, не относится к абсолютно лучшим в своём классе, но, без сомнения, порадует поклонников жанра», и "несмотря на всё «манипулирование, которое фильм и не особенно скрывает, большинство зрителей будут счастливы отправиться в путь вслед за стремительно раскручивающейся историей». Деннис Шварц заключил, что «фильм хорошо сыгран, имеет потрясающий визуальный ряд благодаря Джо Макдональду, пугающе доносит ощущение коррумпированного города, и ни в коей мере не претендует, на что-либо более художественное, чем просто хороший фильм о копах и грабителях. Благодаря этим достоинствам, он вполне достойно смотрится».

### Художественные особенности фильма
Многие критики указывают на тесную связь картины с Федеральным бюро расследований, а её полудокументальный характер — с попыткой таким образом повысить имидж этой организации. В частности, фильм открывается следующими титрами: «Фильм, который вы сейчас посмотрите, сделан на основе материалов Федерального бюро расследований. Где это возможно, съёмки проводились в тех самых местах, где происходили события, а роли исполнялись участвовавшими в деле агентами ФБР». Далее шло письменное послание Дж. Эдгара Гувера: «Улица, на которой процветает преступность, это улица, протянувшаяся через всю Америку. Организованный гангстеризм снова возвращается. Если оставить его без внимания, то в конце концов трое из четырёх американцев станут его жертвами. Где закон и порядок рушатся, мы обнаруживаем общественное безразличие. Бдительная Америка станет безопасной Америкой».
Как отмечается на сайте Film Noir of the Week, первое впечатление от фильма портит «незрелая правительственная пропаганда с пошлым патриотическим маршем в начале». Надо отметить, что «целый ряд фильмов студии „Двадцатый век Фокс“ конца 1940-х годов начинался с неискренней проправительственной болтовни — среди них „Дом на 92-й улице“ (1945), „Звонить Нортсайд 777“ (1948) и „Паника на улицах“ (1950) — установив стандарт степенного официального темпа, который стали использовать и другие студии. По своему началу этот фильм самый невыносимый среди них с пугающим предупреждением Гувера по телетайпу». Далее в статье отмечается, что «десять первых минут фильма смотрятся почти как учебный государственный фильм с натурными съёмками в лабораториях ФБР в Вашингтоне и в центре подготовки агентов в Куантико, Вирджиния». Однако «затем всё переходит в довольно увлекательный маленький фильм с великолепным грязным урбанистическим обликом», который «в драматическом плане, может быть, один из лучших» в своём роде, и хотя «по всем понятиям, это не великий фильм, но его стоит посмотреть поклонникам нуара по множеству причин». Деннис Шварц полагает, что фильм представляет «слишком хорошо знакомую историю храброго агента под угрозой разоблачения, и с нарастающим напряжением рассказывает о том, сможет ли ФБР своевременно добраться до банды, чтобы спасти своего храброго агента под прикрытием». Критик отмечает, что «здесь нет никакого воздействия на зрительские чувства, развития характеров или попытки сказать что-либо, открывающее глаза на мир преступности. Главная цель фильма — это рассказать увлекательным образом, насколько эффективна ФБР и насколько опасна его работа». И «для большей реалистичности некоторые роли играют реальные сотрудники ФБР», а «хвастливый рассказчик, который как будто получает зарплату у Эдгара Гувера, официозным зычным голосом даёт некритичный отчёт о том, насколько эффективно Бюро в своей лабораторной работе и насколько отважны его полевые сотрудники».
Эндрю Дикос отмечает, что «в эту нуаровую драму взвешенно введены документальные съёмки», а «атмосфера картины создаётся главным образом с помощью выбора мест действия, постановки света и создаваемых характеров». В этой связи критик сравнивает картину с такими фильмами нуар, как «Агенты казначейства» (1947) Энтони Манна, «Грубая сила» (1947) Дассена и в меньшей степени «Обнажённый город» (1948) того же Дассена и «Плач большого города» (1948) Сиодмака. Он также приводит слова критика Дж. П. Телотта о том, «что полудокументальные фильмы „обычно ограничивали свои тревожные темы рамками нетипично реалистического, но успокоительного, даже мелодраматического формата, который приглушал их потенциально беспокойный голос“» .

### Работа режиссёра и творческой группы
Критики в целом высоко оценили работу сценариста и режиссёра. Так, «Нью-Йорк таймс» отметила, что Гарри Клейнер в своём сценарии «следовал чёткой системе», а Уильям Кили «поставил фильм остро и в быстром темпе, что в итоге дало сильный результат». Современные критики также высоко оценили сценарий и режиссуру, особенно отметив операторскую работу в фильме. В частности, Крейг Батлер написал, что «сценарист Гарри Клейнер начинает историю в классической, строгой манере, расставляя всех исполнителей по своим местам, придаёт им необходимые движущие мотивы, создаёт эпизоды и выстраивает их в правильном порядке эффективным и захватывающим образом». Со своей стороны, режиссёр «Уильям Кили ставит в чисто и профессионально, лишь иногда слегка притормаживая ради интересного ракурса или неожиданного маленького хода». При этом «операторская работа Джо Макдональда становится опорой для Кили, когда это необходимо — максимально усиливая напряжённость, а в другие моменты давая перевести дух». Шварц отметил, что «Гарри Клейнер обеспечивает плотный сценарий», а «Кили умело ставит в деловом стиле эту криминальную драму в полудокументальном стиле», путём создания «атмосферы аутентичности», которая впервые была найдена в фильме «Дом на 92-й улице» (1945).
Алан Силвер обратил внимание на «операторскую работу Джо Макдональда, близкую полудокументальным фильмам этого периода», таким как «Звонить Нортсайд 777» и «Паника на улицах», которая передаёт образ коррумпированного города с помощью стилизованной и затемнённой съёмки, однако делает это совсем по-другому, чем в снятых в студии фильмах нуар, таких как «Ночной кошмар» (1940) и «Тёмный угол» (1946) . Film Noir of the Week пишет, что «тёмные ночные натурные уличные съёмки в Лос-Анджелесе чудесны, в то время как съёмки в подвале, снятые почти в полной черноте, столь же сильны, как и сам нуар», далее замечая, что «если не считать ФБРовской чепухи в начале, драматические сцены выполнены руками мастера».

### Оценка актёрской работы

#### Работа Ричарда Уидмарка
При оценке фильма критики уделили особое внимание игре Ричарда Уидмарка, который, по словам журнала Variety, «проложил свой путь к звёздности игрой в фильме „Поцелуй смерти“ (1947)». Здесь он становится «становым хребтом фильма», исполняя роль «вожака банды юнцов, действующей по принципам военной науки». Журнал отмечает, что «Уидмарк в полной мере владеет мастерством трактовки психопатически безжалостного персонажа. Его вид и характер несут скрытую угрозу заряженного автомата». Журналу вторит газета «Нью-Йорк таймс», замечая, что "после того, как «Ричард Уидмарк привнёс свежее дыхание яда в роль жестокого психопатического гангстера в „Поцелуе смерти“ (1947)», ценители криминальных фильмов «ждали момента ещё раз увидеть его в качестве очередного современного десперадо со злобным блеском в глазах». Тех, кого проняла его первая убийственная работа, «может быть, будут слегка расстроены его нынешним появлением, так как, надо с сожалением признать, в этом триллере про копов и грабителей он не настолько впечатляет, как в том». Газета отмечает, что «здесь он не столь болезненно злобен и менее экспрессивен в своём безумии, а его криминальные манеры существенно приглушены. Та дьявольская гримаса и та жуткая садистская усмешка, которые характеризовали Томми Удо, остались за бортом». Вместе с тем, пишет газета, в своей нынешней роли Уидмарк поднялся на новую ступень в преступной иерархии. «Здесь он „большой человек“, умный и безжалостный вожак банды, который „выстраивает организацию на научных принципах“. Здесь он угроза высшего полёта, человек, на которого обратило внимание ФБР, и его единственная отличительная причуда — это мания в отношении сквозняков — которые дуют из окон или через дверные щели». Потому совсем не удивительно, что его поведение стало больше напоминать стиль поведения «киношных главарей банд, которые должны быть вежливыми и спокойными. Несмотря на это ограничение, он по-прежнему ярок в исполнении роли босса группы молодых бандитов, в которую внедряется парень из ФБР. Ни один актёр ещё не мог двигаться настолько по-кошачьи, как этот парень, и немногие демонстрировали такую безжалостность в лице. Его координация и напряжённость идеальны, а тембр его голоса — как у грязной воды, стекающей в канализацию». Журнал TimeOut также начинает оценку игры Уидмарка с воспоминания о его первой актёрской работе: «Отсмеявшись своим садистским способом в „Поцелуе смерти“, Уидмарк проходится победным маршем по этому продолжению „Дома на 92-й улице“». На этот раз он создаёт «блестящий образ причудливого гангстера в муках ипохондрии (он приходит в ужас от микробов и сквозняков, и достаёт ингалятор чаще, чем пистолет) и женоненавистничества (между приступами избиения жены он жеманно, кокетливо флиртует со Стивенсом, молодым агентом ФБР, который внедрён в его банду)».
Силвер отмечает, что «присутствие Уидмарка отмечено многочисленными невротическими выходками, мизогинизмом, очевидным в его грубом обращении с женой, а также неотчётливо выраженном гомосексуальном отношении к Мэнли, использованием ингалятора и навязчивым страхом перед свежим воздухом и микробами. Ещё более необычным в персонаже Уидмарка является его желание управлять бандой на армейский манер и выстраивать организацию на основе научных принципов» . Шварц также отмечает, что Уидмарк «смягчает свою невротическую игру, но по-прежнему показывает странноватые черты, такие как чрезмерная озабоченность микробами и засухой, кроме того, он обращается со своим ингалятором как с игрушкой для получения удовольствия, лукаво заигрывает в слегка гомосексуальной манере со своим новым вооружённым бандитом, и избивает свою надоевшую жену, чтобы утвердить свои так называемые мужские права». Film Noir of the Week заключает, что «на этот раз Уидмарк создает образ более зловещего персонажа в интеллектуальном плане… У него какие-то странные отношения с одним из его подручных по имени Шивви, он никому не доверяет и интуитивно чувствует, когда что-то не так. Второй фильм подряд Уидмарк создаёт образ злодея с увлекательной и пугающей глубиной».

#### Оценка работы других актёров
Variety пишет, что по контрасту с Уидмарком, «Стивенс исполняет роль обычного американского парня, который, в качестве агента ФБР, становится членом банды. Его усилия по сбору доказательств для полиции обеспечивают основу сюжетной композиции и напряжённости фильма». По словам «Нью-Йорк таймс», Марк Стивенс показывает «отважную и гибкую работу федерального агента, который проникает в мафию». Силвер считает, что «неброская игра Стивенса заставляет вспомнить его персонажа Брэдфорда Голда из „Тёмного угла“, а своей скрытой энергией он напоминает Алана Лэдда». Батлер придерживается мнения, что «Стивенс очень хорош в роли героя, и хотя у него нет ярко выраженных личных черт, он фиксируется в памяти». Автор рецензии в Noir of the Week пришёл к заключению, что «Стивенс довольно одномерен. Даже когда он курит сигарету одну за одной и ведёт себя как крутой, он не очень убедителен».
Variety отмечает, что Ллойд Нолан во второстепенной роли играет того же инспектора Бриггса из ФБР, что и в «Доме на 92-й улице», выдавая свою обычную компетентную игру. «Нью-Йорк таймс» считает, что «Ллойд Нолан удачен в роли инспектора», «а Дональд Бука и Джозеф Певни выделяются своей зубастой игрой в качестве членов мафии». Кини также обращает внимание на игру Бьюки, который «показывает себя очень хорошо в роли угрожающего подручного Уидмарка. Нолан сыграл того же персонажа, что и в „Доме на 92-й улице“». По мнению Силвера, «Нолан и Джон Макинтайр играют обычные для таких случаев стереотипные роли» агентов ФБР.